# California (Clouseau)
"California" is een nummer van de Belgische band Clouseau uit 2020 dat afkomstig is van hun dertiende studioalbum Tweesprong uit 2019. "California" werd genomineerd voor de Radio 2 Zomerhit-award 2020 en werd in Vlaanderen zeer positief onthaald.
Het nummer werd geschreven door Kris Wauters en Stefaan Fernande en gaat over Emma, een meisje van 17 dat droomt over een sterrenleven in de als bemiddeld voorgestelde Amerikaanse staat Californië, maar die ambitieuze droom brengt haar waarschijnlijk ten val. Volgens de broers Wauters heeft ook Bart Peeters inspraak gehad omtrent de inhoud van het nummer.